# Postelichus immsi
Postelichus immsi är en skalbaggsart som först beskrevs av Hinton 1937.  Postelichus immsi ingår i släktet Postelichus och familjen öronbaggar. Inga underarter finns listade i Catalogue of Life.